# Katharina Palm
Katharina Palm (* 7. April 1963 in Ost-Berlin als Kathrin Hercher) ist eine deutsche Theater-, Film- und Fernsehschauspielerin, Synchronregisseurin, sowie Autorin.

## Leben und Karriere
Katharina Palm besuchte nach der Schule von 1980 bis 1983 die Hochschule für Schauspielkunst „Ernst Busch“ Berlin (HFS). Anschließend arbeitete sie am Eduard-von-Winterstein-Theater im erzgebirgischen Annaberg-Buchholz und am Landestheater im thüringischen Altenburg.
1985 übersiedelte Palm als DDR-Bürgerin mit ständigem Wohnsitz im Ausland nach Österreich, wo sie in Wien und beim internationalen Tanz- und Theaterfestival Szene der Jugend in Salzburg arbeitete. 1987 zog sie nach Köln um, wo sie am dortigen Schauspiel tätig war. Später arbeitete sie auch am Schauspiel in Stuttgart und am Theater Kohlenpott in Bochum. Seit 2010 lebt sie wieder in Berlin.
Darüber hinaus wirkt Palm auch an einigen Hörspiel- sowie zahlreichen Fernseh- und Kinoproduktionen mit. Neben ihrer Tätigkeit als Schauspielerin arbeitet sie auch als Synchronregisseurin sowie als Autorin von Radio-Features für öffentlich-rechtliche Radiosender.

## Filmografie (Auswahl)

### Kino
- 2002: Fickende Fische
- 2004: Agnes und seine Brüder
- 2005: Elementarteilchen
- 2008: Der große Tom
- 2009: Hangtime – Kein leichtes Spiel
- 2011: Eine dunkle Begierde
- 2011: Ruhm
- 2022 Es brennt

### Fernsehen
- 1983: Mathilde Möhring
- 2006: Wilsberg – Callgirls
- 2006: Tatort – Das ewig Böse
- 2009: Schlaflos (Fernsehfilm)
- 2009: Zwölf Winter (Fernsehfilm)
- 2010–2011: Danni Lowinski (5 Folgen)
- 2013: Tatort – Gegen den Kopf
- 2015: Chuzpe – Klops braucht der Mensch! (Fernsehfilm)
- 2017 SOKO Leipzig (eine Folge)
- 2018: SOKO Wismar (eine Folge)
- 2018: 4 Blocks (Fernsehserie)
- 2023: Wolfswinkel (Fernsehfilm)